# Nuevo
Nuevo ist ein Census-designated place im Riverside County im US-Bundesstaat Kalifornien, Vereinigte Staaten. Das U.S. Census Bureau hat bei der Volkszählung 2020 eine Einwohnerzahl von 6.733 ermittelt. Die Gemeinde ist ländlich geprägt.

## Geografie
Nuevo liegt im Westen des Riverside Countys in Kalifornien in den USA. Der Ort grenzt im Norden an Lakeview und ist sonst komplett von gemeindefreiem Gebiet umgeben. Ein Stück westlich von Nuevo befindet sich die Stadt Perris, an die sich im Norden der Lake Perris anschließt.
Das Ortsgebiet umfasst verschiedene geografische Merkmale wie felsige Hügellandschaften und tiefliegende Täler. Die natürliche Landschaft wird von Coastal Sage Scrub, einer Form des Buschlands, dominiert; Coastal Sage Scrub kommt jedoch in den bewohnten Tiefebenen des Ortes nur noch selten vor. Durch Nuevos Norden fließt der kalifornische San Jacinto River.
Nuevo hat 6447 Einwohner (Stand: 2010) und erstreckt sich auf eine Fläche von 17,538 km², die komplett aus Land besteht. Das Zentrum von Nuevo liegt auf einer Höhe von 454 m.

## Politik
Da Nuevo als Census-designated place keine eigene Regierung mit einem Bürgermeister hat, wird die Ortschaft vom Riverside County verwaltet.
Nuevo ist Teil des 37. Distrikts im Senat von Kalifornien, der momentan vom Republikaner John Moorlach vertreten wird, und des 65. Distrikts der California State Assembly, vertreten von der Republikanerin Young Kim. Des Weiteren gehört Nuevo Kaliforniens 45. Kongresswahlbezirk an, der einen Cook Partisan Voting Index von R+7 hat und von der Republikanerin Mimi Walters vertreten wird.